# Schron bojowy w Piaśnikach
Schron bojowy w Piaśnikach – zabytkowy schron znajdujący się w Świętochłowicach-Piaśnikach wybudowany w 1937 roku. Stanowi jeden ze schronów Obszaru Warownego „Śląsk”.

## Opis obiektu

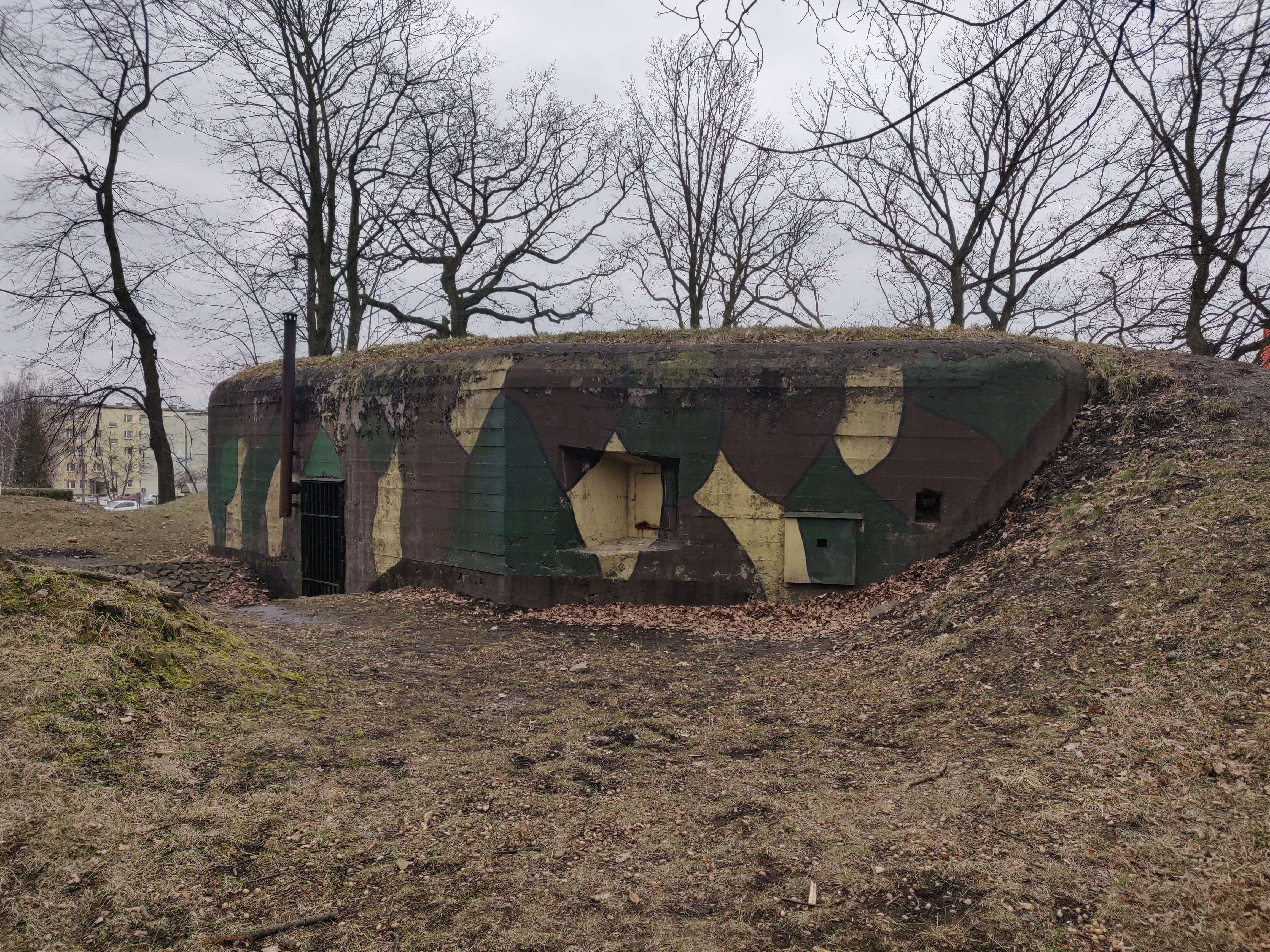
Schron w Piaśnikach (2021)

Polski ciężki schron bojowy o oryginalnym numerze 39 znajdujący się w parku im. Mieszkańców Heiloo w Świętochłowicach został wybudowany jako element II Linii Obrony Obszaru Warownego „Śląsk” w 1937 roku. Jest jednym z niewielu obiektów na Śląsku przeznaczonych do prowadzenia ognia czołowego, tzw. „blokhauz”. Schron został wybudowany częściowo w klasie odporności "E", gdyż ściany narażone na ostrzał mają 2,00 metry grubości i były w stanie wytrzymać pojedyncze trafienie w jedno miejsce pociskiem 305 mm i wielokrotne pociskiem 220 mm, a częściowo w klasie odporności "D" gdyż ściany wewnętrzne i nienarażone na ostrzał mają grubość odpowiednią dla tej klasy i były w stanie wytrzymać wielokrotne trafienie w jedno miejsce pociskiem 155 mm oraz jednokrotne trafienie pociskiem 220 mm. W schronie znajduje się 13 pomieszczeń i wszystkie, wyłączając izby bojowe ckm oraz izbę pogotowia załogi, były oddzielone pancernymi, gazoszczelnymi drzwiami działowymi. Obiekt posiada 3 strzelnice dla ciężkich karabinów maszynowych wz.30 kal.7,92 mm zabezpieczone płytami pancernymi mod.37, oraz 2 strzelnice dla ręcznego karabinu maszynowego wz.28 kal. 7,92 mm. 
Główne wejście do obiektu było zabezpieczone kratą przeciw szturmową wykonaną z pełnych prętów stalowych, następnie znajdowały się dwudzielne, jednoskrzydłowe drzwi pancerne mod.36 (B). Schron posiadał 2 wyjścia ewakuacyjne zamykane 2 pancerzami (zewnętrznym i wewnętrznym). Obiekt miał być gazoszczelny oraz wyposażony w instalację filtro-wentylacyjną zapewniającą odporność na możliwe użycie gazu bojowego. Załogę obiektu stanowiło 14 żołnierzy dowodzonych przez oficera. Załoga pochodziła z 75 pułku piechoty z Chorzowa. Schron posiadał na stropie imitację kopuły pancernej w formie walca. Dodatkowe wyposażenie obiektu stanowił piecyk forteczny, wysokoprężny silnik Diesla Blackstone DB, wentylator, filtry przeciwchemiczne, składane prycze, półki i ławeczki, toaleta oraz instalacje wentylacyjne i chłodzenia niezbędne do prowadzenia ognia z broni maszynowej.

## Historia

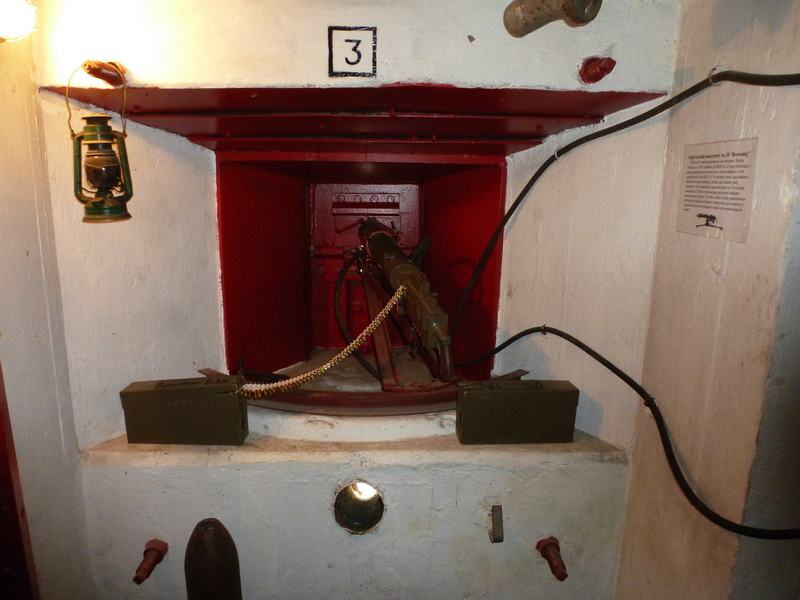
Replika CKM Browning wz.30 we wnętrzu schronu (2013)

Budowa obiektu zakończyła się w 1937 roku, jednak jego wyposażanie trwało aż do wybuchu wojny 1 września 1939 i nie zostało ukończone. Ponieważ obiekt był częścią II linii obrony i miał być obsadzony w momencie przełamanie pierwszej linii, to położono mniejszy nacisk na konieczność jego całkowitego wyposażenia, priorytet przyznając schronom pierwszej linii. W schronie nie zdążono zamontować silnika wysokoprężnego napędzającego generator, a także wentylatora zasilającego instalację filtro-wentylacyjną. 1 września obiekt był prawdopodobnie obsadzony przez szczątkową załogę, która otrzymała rozkaz wycofania się w nocy z 2 na 3 września. Nie ma żadnej wzmianki lub relacji świadczącej o tym, aby w czasie wojny obronnej 1939 r. w okolicy schronu doszło do jakichkolwiek walk. Przeczą jednak temu odkrycia dokonane przez członków Stowarzyszenia na Rzecz Zabytków Fortyfikacji "Pro Fortalicium", którzy opiekują się schronem oraz ślady ostrzału na ścianach. W czasie prac ziemnych w najbliższym otoczeniu obiektu wykopano ponad 60 szt. wystrzelonych łusek karabinowych oraz pistoletowych produkcji przedwojennej zarówno polskiej jak i niemieckiej co jest dowodem na to, że w sąsiedztwie schronu miała miejsce jakaś potyczka. Na chwilę obecną okoliczności oraz uczestnicy starcia pozostają tajemnicą.
W 1945 roku schron został ostrzelany przez przejeżdżającą Armię Czerwoną czego dowodem są ślady ostrzału na tylnej ścianie obiektu przy głównym wejściu oraz znalezione łuski produkcji radzieckiej. Po wojnie obiekt przez krótki czas pełnił funkcję schronu Obrony Przeciwlotniczej, później został opuszczony, systematycznie dewastowany oraz zaśmiecany. W latach 1980. podjęto decyzję o zaspawaniu i zasypaniu wejścia czego efektem jest dużo zachowanego drobnego wyposażenia, które w większości przypadków zostało rozkradzione w innych schronach do których był swobodny dostęp. 
W 2007 roku członkowie Stowarzyszenia „Pro Fortalicium” uzyskawszy zgodę władz miasta, rozpoczęli remont obiektu, którego efektem jest utworzona Izba Muzealna Obszaru Warownego „Śląsk”, przeznaczona do bezpłatnego zwiedzania, a także organizacja przez Stowarzyszenie imprez o charakterze historycznym, których głównym punktem są inscenizacje historyczne walk z okresu II wojny światowej.
Śląski Wojewódzki Konserwator Zabytków w Katowicach decyzją z 25 lutego 2021 wpisał schron do rejestru zabytków (nr rej. A/765/2021). Wpis objął schron w graniach murów zewnętrznych budowli oraz terenem pod nim.
17 maja 2021 roku w pobliżu obiektu ustawiono niemiecki schron wartowniczo-obserwacyjny typu Einmannbunker, odnaleziony w troku prac oczyszczania stawu „Kalina” w Świętochłowicach. Piecze nad nim również sprawują członkowie Stowarzyszenia „Pro Fortalicium”.

## Zwiedzanie
Obiekt jest dostępny do zwiedzania w każdy 1 i 3 weekend miesiąca w okresie od maja do października w godzinach 15.00 do 19.00.